# 文武学校

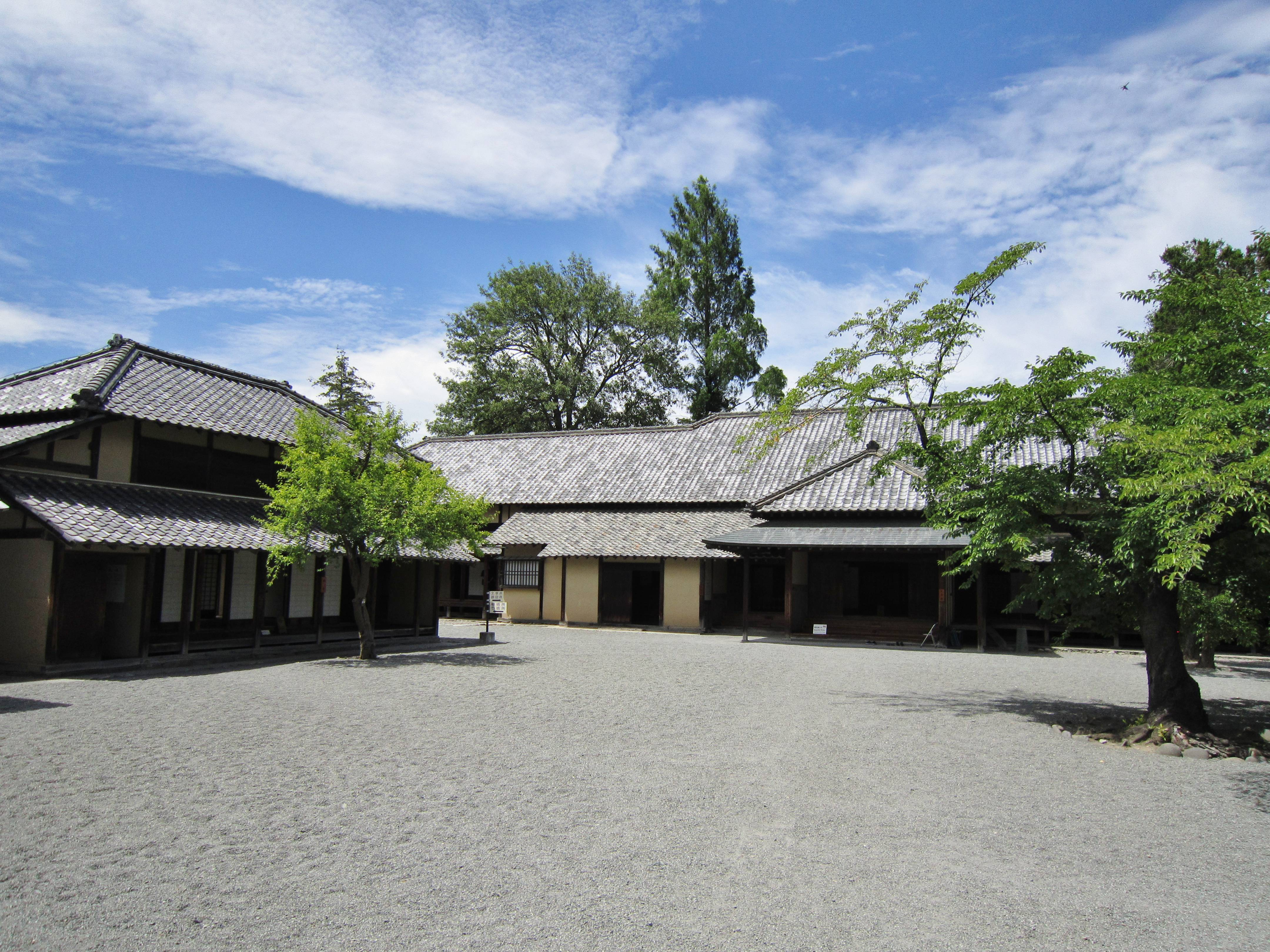
文武学校

文武学校（ぶんぶがっこう）は、江戸時代後期に創設された信濃国松代藩の藩校である。明治時代初期に廃止されたが、藩校の建物は昭和期まで学校として使用されていた。日本全国約250藩中の藩校でも、建設当時から建造物や藩校敷地がそのまま残っている。
現在、長野市によって公開されている。

## 歴史
第6代藩主真田幸弘のとき、江戸から菊池南陽を招いたことから、松代藩での藩士の教育が始まる。時が下り、第8代藩主真田幸貫が清須町の喰違御用屋敷手狭につき、学舎建設の計画を立てていたとき、佐久間象山は藩家老矢沢監物に「学制意見書及学堂規則」を提出、幸貫はすでにあった水戸の弘道館を参考にするため、藩の儒官林靏梁をして藤田東湖から組織、経営方法を聞くよう命令。幸貫は東湖からの詳細な返事を経て建設を決意し、総奉行に鎌原貫唯、奉行に菅沼正身、長谷川昭道に任じ、喰違御用屋敷に藩士の金井美濃輔の屋敷を併せ地割、棟梁などを手配し着手するが、幸貫は逝去、第9代藩主幸教が遺志を受け継ぎ、完成。安政2年（1855年）に開校した。総敷地3089m2（934坪） 建坪1500m2（455坪）廃藩に伴い、明治6年以降、初等教育の場として昭和40年代まで使われる。1953年に国の史跡に指定され、松代小学校が隣接地に移転、その後復元工事が行われ、長野市によって公開されている。

### 前史
- 1758年（宝暦8年） 江戸から菊池南陽を招いて松代伊勢町の御使者屋敷（文学館とも称す）や松代殿町の稽古所で経書を講義する。宝暦11・13年と2-3か月松代に滞在し、経書の講義をする。
- 1789年（寛政元年） 南陽の高弟岡野石城が儒官となり再開され毎月1、6日に論語の講義をした。講義はその都度、城内の大書院や御用部屋が使われた。岡野石城出府につき、代わりに窪田馬陵が毎月4、7日に古文孝経を家老の根津神平屋敷にて講義した。また、善光寺村の藤井藤四郎が文学館講師を命ぜられ、城内大書院にて経書詩文を講義した。
- 1806年（文化3年） 稽古所が焼失し、清須町の喰御用屋敷が学問所とされる。
- 1807年（文化4年） 第7代藩主真田幸専のとき、藩士の西沢貞政と金井晟が助教に任じられ、清須町喰違御用屋敷にて儒教を講義した。
- 1812年（文化9年） 江戸藩邸において幕府の儒官林述斎の門人林単山が教授となり、月次講釈を始める。
- 1822年（文政5年） 西沢貞政死去に伴い、西沢丈左衛門が後任となり、清洲町の御用屋敷にて孟子を講義する。文政年中 宮下有常が儒官となり、経書を講義した。宮下に代わり、長野豊山が儒官となり、毎月27日を定日とし、城内表書院において孟子を講義する。
- 1835年（天保6年） 佐久間象山が御城月並講釈助を命じられる。

### 沿革
- 1837年（天保8年） 第8代藩主幸貫が清須町の喰違御用屋敷手狭につき、学舎建設の計画を立てる。
- 1844年（弘化元年） 竹内錫命儒官となる。
- 1852年（嘉永5年） 江戸藩邸に文武舎を設ける。
- 1854年（安政元年） 7月までに諸棟を完成させる（松代清須町）。しかし、城内花の丸御殿が焼失したため、急遽、学校が仮の役所とされる。
- 1855年（安政2年） 花の丸御殿の再建に伴い、開校式が行われる。
- 1868年（明治元年） 第10代藩主幸民のとき、文武学校手狭につき一時、長国寺に兵制士官学校を設け、総督に岩崎玄蕃、教官として武田斐三郎を招き洋書やフランス兵制を講義する。
- 1869年（明治2年） 文武学校を藩学校に改める。
- 1870年（明治3年） 藩内に松代騒動が起こり、兵制士官学校閉校。
- 1872年（明治5年） 藩学校内に新たに西洋兵学寮士官学校を設け、洋学とフランス式訓練を行う。廃藩につき半年あまりで閉校。
- 1873年（明治6年） 長国寺の火災に伴い、槍術所を庫裏として移築。旧藩学校に第54番小学松代学校創設。
- 1879年（明治12年） 第19番松代学校と改める。
- 1882年（明治15年） 第18番学区松代学校と改める。
- 1885年（明治18年） 松代尋常小学校と改める。
- 1887年（明治20年） 松代町立松代尋常小学校となる。
- 1892年（明治25年） 松代町立松代尋常高等小学校付設。その後、松代小学校となり校舎として長く使用される。
- 1953年（昭和28年） 国の史跡に指定される。
- 1973年（昭和48年） 復元修理工事が行われる。
- 1978年（昭和53年） 工事が完成し、松代藩文武学校として一般に公開される。
- 1996年（平成8年） 長国寺に庫裏として移築されていた槍術所が元の位置に再度移転、復元された。

## 建物
- 文学所（正堂） 漢学、兵学、躾方（小笠原流）
- 東序（教室） 漢方医学、西洋医学（蘭学）
- 西序（教室） 西洋砲術
- 文庫蔵
- 剣術所
- 柔術所
- 槍術所
- 弓術所
- 御役所
- 番所

総敷地3089m2（934坪）、建坪1500m2（455坪）。建築当初からの建造物はすべて現存する。

## 武術
主に文政年間のもの
| 種目   | 流派                   | 武術指南役                 |
| ------ | ---------------------- | -------------------------- |
| 弓術   | 卜伝流                 | 佐久間一学                 |
| 弓術   | 神道流                 | 落合吉之丞                 |
| 弓術   | 東軍流                 | 石倉源五左衛門             |
| 槍術   | 佐分利流               | 渡辺清右衛門               |
| 槍術   | 覚天流                 | 禰津繁人                   |
| 槍術   | 新当流                 | 前島治兵衛                 |
| 柔術   | 関口流                 | 星野星之助                 |
| 居合術 | 無楽流                 | 石倉重蔵                   |
| 居合術 | 卜伝流                 | 前島七郎左衛門 佐久間一学  |
| 砲術   | 西洋真伝流（天保年間） | 佐久間象山                 |
| 砲術   | （慶応年間）           | 蟻川賢之助                 |
| 砲術   | 江川流（慶応年間）     | 金児忠兵衛                 |
| 砲術   | 鉄斎流（慶応年間）     | 藤岡伊織 前島源蔵 寺内多宮 |
| 砲術   | 荻野流                 | 桑名仙左衛門               |
| 砲術   | 武衛流                 | 神戸源左衛門               |

## 著名な教授
- 菊池南陽
- 岡野内蔵太（石城）
- 窪田岩右衛門
- 藤井籐四郎
- 西沢三郎四郎
- 岡野弥右衛門
- 金井新六郎
- 西沢三郎四郎
- 長野豊山
- 佐久間象山
- 宮下主鈴
- 竹内錫命
- 望月主米

## 所在地
- 長野県長野市松代町松代205-1

## アクセス
- 長野駅からアルピコバス「古戦場経由松代行」松代駅下車徒歩5分